# Angelo Giurdanella
Angelo Giurdanella (* 24. února 1956 Modica) je italský římskokatolický duchovní a biskup Mazara del Vallo.

## Život
Narodil se 24. února 1956 v Modice.
Vstoupil do kněžského semináře v Notu. Teologické vzdělání získal na Teologickém institutu svatého Pavla v Katánii. Dne 27. prosince 1983 byl biskupem Salvatorem Nicolosi vysvěcen na kněze a inkardinován do diecéze Noto. Byl vicerektorem kněžského semináře a farním vikářem Ecce Homo v Notu. Roku 1984 byl přemístěn do Avoly, kde sloužil v různých farnostech.
Roku 2008 byl jmenován členem kněžské rady a sboru poradců. V letech 2009–2010 zastával funkci biskupského vikáře pro klérus a 1. října 2010 byl jmenován generálním vikářem a rektorem katedrály. Dne 29. července 2022 byl jmenován biskupem Mazara del Vallo. Biskupské svěcení přijal 4. října z rukou biskupa Antonia Staglianò a spolusvětiteli byli biskup Domenico Mogavero a arcibiskup Giuseppe Costanzo.